# Baromètre de Bohr
Pour les articles homonymes, voir Baromètre (homonymie) et Bohr.
 (octobre 2013).
Si vous disposez d'ouvrages ou d'articles de référence ou si vous connaissez des sites web de qualité traitant du thème abordé ici, merci de compléter l'article en donnant les références utiles à sa vérifiabilité et en les liant à la section « Notes et références ».

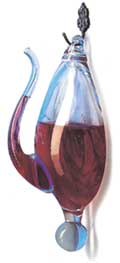
illustration d'un baromètre

L'histoire du calcul de la hauteur d'un immeuble à l'aide d'un baromètre par Niels Bohr est une légende urbaine. Elle décrit l'inventivité du jeune Niels, pour répondre à un énoncé de physique soumis par un de ses professeurs, des solutions techniquement justes, mais intentionnellement hors sujet. 
Cette histoire aurait en fait été écrite dans le Reader's Digest en 1958, et elle se serait transformée au fil du temps en une anecdote supposée réelle et attribuée à Niels Bohr.
Dans son livre Le quark et le jaguar, Murray Gell-Mann  (prix Nobel de physique en 1969) rapporte cette histoire du baromètre qu'il attribue à Alexander Calandra (prix Robert A. Millikan en 1979)  (dans le rôle de l'arbitre).

## L'histoire
« J'ai reçu un coup de fil d'un collègue à propos d'un étudiant. Il estimait qu'il devait lui donner un zéro à une question de physique, alors que l'étudiant réclamait un 20. Le professeur et l'étudiant se mirent d'accord pour choisir un arbitre impartial et je fus choisi. Je lus la question de l'examen :
Montrez comment il est possible de déterminer la hauteur d'un immeuble à l'aide d'un baromètre.
L'étudiant avait répondu : On prend le baromètre en haut de l'immeuble, on lui attache une corde, on le fait glisser jusqu'au sol, ensuite on le remonte et on mesure la longueur de la corde. La longueur de la corde donne la hauteur de l'immeuble.
L'étudiant avait raison vu qu'il avait répondu juste et complètement à la question. D'un autre côté, je ne pouvais pas lui mettre ses points : dans ce cas, il aurait reçu son diplôme de physique alors qu'il ne m'avait pas montré de connaissances en physique. J'ai proposé de donner une autre chance à l'étudiant en lui donnant six minutes pour répondre à la question avec l'avertissement que pour la réponse il devait utiliser ses connaissances en physique. Après cinq minutes, il n'avait encore rien écrit.
Je lui ai demandé s'il voulait abandonner mais il répondit qu'il avait beaucoup de réponses pour ce problème et qu'il cherchait la meilleure d'entre elles. Je me suis excusé de l'avoir interrompu et lui ai demandé de continuer. Dans la minute qui suivit, il se hâta pour me répondre :
— On place le baromètre à la hauteur du toit. On le laisse tomber en mesurant son temps de chute avec un chronomètre. Ensuite en utilisant la formule : {\displaystyle x={\frac {gt^{2}}{2}}}, on trouve la hauteur de l'immeuble.
À ce moment, j'ai demandé à mon collègue s'il voulait abandonner.
Il me répondit par l'affirmative et donna presque 20 à l'étudiant.
En quittant son bureau, j'ai rappelé l'étudiant car il avait dit qu'il avait plusieurs solutions à ce problème.
— Hé bien, dit-il, il y a plusieurs façons de calculer la hauteur d'un immeuble avec un baromètre. Par exemple, on le place dehors lorsqu'il y a du soleil. On mesure la hauteur du baromètre, la longueur de son ombre et la longueur de l'ombre de l'immeuble. Ensuite, avec un simple calcul de proportion, on trouve la hauteur de l'immeuble.
— Bien, lui répondis-je, et les autres.
— Il y a une méthode assez basique que vous allez apprécier. On monte les étages avec un baromètre et en même temps on marque la longueur du baromètre sur le mur. En comptant le nombre de traits, on a la hauteur de l'immeuble en longueur de baromètre. C'est une méthode très directe. Bien sûr, si vous voulez une méthode plus sophistiquée, vous pouvez pendre le baromètre à une corde, le faire balancer comme un pendule et déterminer la valeur de g au niveau de la rue et au niveau du toit. À partir de la différence de g la hauteur de l'immeuble peut être calculée. De la même façon, on l'attache à une grande corde et en étant sur le toit, on le laisse descendre jusqu'à peu près le niveau de la rue. On le fait balancer comme un pendule et on calcule la hauteur de l'immeuble à partir de la période des oscillations.
Finalement, il conclut :
— Il y a encore d'autres façons de résoudre ce problème. Probablement la meilleure est d'aller au sous-sol, frapper à la porte du concierge et lui dire : « J'ai pour vous un superbe baromètre si vous me dites quelle est la hauteur de l'immeuble. »
J'ai ensuite demandé à l'étudiant s'il connaissait la réponse que j'attendais. Il a admis que oui mais qu'il en avait marre de l'université et des professeurs qui essayaient de lui apprendre comment il devait penser. »
La réponse attendue étant de mesurer la pression atmosphérique au bas de l'immeuble et sur le toit puis de calculer sa hauteur à partir de la différence de ces deux mesures.